# Honschaft Oberdüssel

Lage der Honschaft Oberdüssel im 19. Jhd.

Die Honschaft Oberdüssel war bis zum 19. Jahrhundert eine der untersten Verwaltungseinheiten im ländlichen Außenbezirk der bergischen Bürgermeisterei Wülfrath im Kreis Elberfeld des Regierungsbezirks Düsseldorf innerhalb der preußischen Rheinprovinz.
Zuvor gehörte die Honschaft um 1363 zum Amt Solingen zusammen mit dem Dorf Düssel und der Honschaft Unterdüssel unterhalb der Herrschaft Schöller im Herzogtum Berg. Im Zuge einer Verwaltungsreform innerhalb des Großherzogtums Berg wurde 1808 die Bürgermeisterei Wülfrath gebildet, wovon Oberdüssel ein Teil wurde.
Laut der Statistik und Topographie des Regierungsbezirks Düsseldorf von 1832 gehörten zu der Honschaft die Ortschaften und Wohnplätze Am Siepen, Auf'm Bölkum, Auf'm Haus Aprath, Im Langensiepen, Zu Koxhof und Zu Obenaprath.
Das Gebiet der Honschaft Oberdüssel erstreckte sich über den Osten der Bürgermeisterei Wülfrath, die seit 1846 eine Gemeinde gemäß der Gemeinde-Ordnung für die Rheinprovinz vom 23. Juli 1845 und seit 1856 eine Stadt gemäß der Rheinischen Städteordnung bildete.
Der Name der Honschaft ging auf die heutige Gemarkung Oberdüssel über. Durch das Düsseldorf-Gesetz wurden 1975 mehrere Flurstücke der Gemarkung Oberdüssel aus der Stadt Wülfrath in die kreisfreie Stadt Wuppertal umgemeindet.